# 제46회 인도 국제 영화제
제46회 인도 국제 영화제는 2015년 11월 20일에 열린 시상식이다.

## 수상 및 후보

### 작품상
- 뱀의 포옹 - 치로 게라 수상

### 감독상
- 멕시코의 에이젠슈타인 - 피터 그리너웨이 수상

### 여우주연상
- 무스탕 - 구네스 센소이 외 4명 수상

### 남우주연상
- 아버지의 초상 - 뱅상 랭동 수상

### 심사위원특별상
- 실드 카고 - 줄리아 와이즈 수상

### 특별언급
- 엔클레이브 - 고란 라도바노비치 수상

### ICFT 유네스코상
- 시네마왈라 - 카우시크 간굴리 수상

### 공로상
- 니키타 미할코프 수상

### 국제 경쟁
- 램스 - 그리무르 하코나르슨
- 커피의 맛 - 앙가 드위마스 사송코
- 말이 된 남자 - 아미르 후세인 사가피
- KAPO IN JERUSALEM - 울리 바르바시
- 해안가로의 여행 - 구로사와 기요시
- 3000일의 밤 - 마이 마스리
- 나치는 살아있다 - 지우리오 리치아렐리
- LIKE A PLAY - Debesh Chatterjee

### 세계의 영화
- 600 마일즈 - 가브리엘 립스테인
- 피의자 : 사라진 증거 - 폴라 반 데르 외스트
- 성난 화가 - 전규환
- 안토니아 - 페르디난도 시토 필로마리노
- 아빠 - 비사르 모리나
- Baby(a)lone - 도나토 로투노
- 1941: 세바스토폴 상륙작전 - 세르게이 모크리츠키
- Bloody January - Vahid Mustafayev
- 밥 앤 더 트리즈 - 디에고 옹가로
- 박스 - 플로린 세르반
- Bulgarian Rhapsody - 이반 니체프
- 어둠 속의 자유 - 야첵 루신스키
- Closer - Mostafa Ahmadi
- 코스모스 - 안제이 주와프스키
- 두 사람을 살다 - 아흐마드 압달라
- Demimonde - 아틸라 사스
- DIRTY,YELLOW,DARKNESS - Kalpana Ariyawansa 외 1명
- 엔도르핀 - 앙드레 터핀
- 에바 더즌트 슬립 - 파블로 아구에로
- 에바 노바 - 마르코 스코프
- 팩토리 보스 - 장 웨이
- 군집 본능 - 베타 가르델러
- Heneral Luna - 제롤 타로그
- Hostage - Juraj Nvota
- 아이 엠 어 솔저 - 로랑 라리비에르
- 제임스 화이트 - 조쉬 몬드
- 랜드 오브 마인 - 마틴 잔드블리엣
- Lemonade - 알리 아타이
- 마가야네스 - 살바도르 델 솔라
- 메이 알라 블레스 프랑스! - 압드 알 말릭
- Meghmallar - Zahidur Rahim Anjan
- Moor - Jamshed Mahmood Raza
- 머치 러브드 - 나빌 아유쉬
- MY MOTHER'S BLUE SKY - 알리 가비탄
- 마이 스키니 시스터 - 산나 렌켄
- My2 - Slobodanka Radun
- 본능적으로 - 올레 지아에베르
- 소년 파르티잔 - 아리엘 클레이만
- 사일런트 - 요르고스 그키카페파스
- 설행 눈길을 걷다 - 김희정
- 스토리즈 오브 아워 리브즈 - 짐 츄츄
- Tailgate - Jai Hogg
- Taj Mahal - 니콜라스 사다
- 이야기들에 대한 이야기 - 마테오 가로네
- 더 다크 홀스 - 제임스 네이피어 로벗슨
- 유배 - 아르투르로 루이즈
- 더 펜서 - 클라우스 해로
- 더 라스트 릴 - 쿨리칼 소토
- 더 맨 인 더 월 - 이브게니 루먼
- The Moving Forest - 비니시우스 코임브라
- The New World - Caner Erzincan
- 20세기 프로젝트 - 카를로스 킨텔라
- The Summer of Frozen Fountains - 바노 부르둘리
- 상가일레의 여름 - 앨런테 카바이테
- 더 테리토리 - 알렉산드르 멜닉
- 더 홀 월드 앳 아워 피트 - 살라마트 무함메드-알리
- 도즈 후 폴 해브 윙스 - 피터 브루너
- 쓰리 윈도우즈 앤 어 행잉 - 이사 코스자
- 전자 구름 아래에서 - 알렉세이 게르만 주니어
- 밸리 오브 러브 - 기욤 니클루
- 빌 마리 - 기 에두앙
- Walking Distance - Alejandro Guzman
- 태양의 아이들 - 청유치에
- WHITE DEW. THE RETURN - Aleksandra Butor
- 와이 미? - 튜도르 기유르규
- 유 캐리 미 - 이보나 주카
- 영 타이거 - 시프리앵 비알
- 너도 못생겼거든 - 마크 누난

### 미드-페스트
- 대니쉬 걸 - 톰 후퍼

### 퍼스트 컷
- Baba Joon - Yuval Delshad
- 골든 킹덤 - 브라이언 L. 퍼킨스
- Klezmer - Piotr Chrzan
- Moskvich, My Love - Aram Shahbazyan
- SOLNESS - Michael Klette
- 슈가캐인 섀도우즈 - 데이비드 콘스탄틴
- 검은 닭 - 민 바하두르 브함
- 더 페트로프 파일 - 게오르기 바라바노브
- 웬즈데이, 메이 9 - 바히드 잘릴반드
- 나히드 - 이다 파나한데흐
- 스웨어 버진 - 라우라 비스푸리
- 탠저린 - 션 베이커
- 브랜드 뉴 테스타먼트 - 자코 반 도마엘
- 자개 단추 - 패트리시오 구즈먼
- 세컨드 마더 - 안나 무이라에르트
- The Wolves - 소피 데라스페
- 지하의 향기 - 펑페이
- 버진 마운틴 - 다구르 카리

### 페스티벌 칼레이도스코프
- 아페림! - 라두 주데
- 내가 눈을 뜨기도 전에 - 레일라 부지
- 큰 아버지 작은 아버지 그리고 또 다른 이야기들 - 당 디 판
- 바디 - 마우고시카 슈모프스카
- 크로닉 - 미셸 프랑코
- 데그라데 - 아랍 나세르 외 1명
- 돈 텔 미 더 보이 워즈 매드 - 로베르 게디기앙
- 도라 오어 더 섹슈얼 노이로제 오브 아워 페런츠 - 스티나 베렌펠스
- 프렌지 - 예민 엘퍼
- 프롬 어파 - 로렌조 비가스
- 나는 열 살의 이혼녀 - 카디자 알살라미
- Interruption - Yorgos Zois
- 카일리 블루스 - 비간
- 양 - 야리드 젤레크
- 대지와 그늘 - 세자르 어구스토 에이스베도
- 미나 워킹 - 요세프 바라키
- 나히드 - 이다 파나한데흐
- 스웨어 버진 - 라우라 비스푸리
- 탠저린 - 션 베이커
- 브랜드 뉴 테스타먼트 - 자코 반 도마엘
- 자개 단추 - 패트리시오 구즈먼
- 세컨드 마더 - 안나 무이라에르트
- The Wolves - 소피 데라스페
- 지하의 향기 - 펑페이
- 버진 마운틴 - 다구르 카리

### 인디안 파노라마: 장편영화
- 라디오 - 하리 비스와나스
- Nanu Avanalla…….Avalu - B.S. Lingadevaru
- Ramsingh Charile - 니틴 카카르
- The Head Hunter - Nilanjan Datta
- 스니퍼 - 부다뎁 다스굽타
- Rajkahini - 스리짓 무케르지
- Pakaram - 산카 데브나스
- Nachom-ia Kumpasar - Bardroy Barretto
- Lukka Chuppi - Bash Mohammed
- The Silence - Gajendra Ahire
- Nanak Shah Fakir - A.K. Bir
- Priyamanasam - Vinod Mankara
- Sohra Bridge - Bappaditya Bandopadhyay
- Ottaal - Jayaraj
- Katyar Kaljat Ghusali - Subodh Bhave
- 시네마왈라 - 카우시크 간굴리
- Natoker Moto - Debesh Chatterjee
- Ain - 싯다르타 시바
- Koti - Suhaas Surykant Bhosale
- 마사안 - 니라즈 가이완
- Valiya Chirakulla Pakshikal - Dr. Biju
- Kadambari - 수만 고쉬
- Onyo Opalaa - Satarupa Sanyal
- Dau Huduni Methai - 마누 보라
- 카쉬미르의 소녀 - 카비르 칸
- 법정 - 차이타니아 탐하네

### 인디안 파노라마: 단편영화
- Goonga Pehelwan - Mit Jani 외2명
- Even Red Can be Sad - 아미트 듀타
- Sadabahar Brass Band - Tushar More
- Daughters of Mother India - Vibha Bakshi
- Every Time You Tell A Story - Ruchika Negi 외1명
- Breaking Free - 스리다르 랑가얀
- Aamaar Katha : A Story of Binodini - Tuhinabha Majumdar
- I Cannot Give You My Forest - 난단 사세나 외1명
- What The Fields Remembers - Subasri Krishnan
- Seek And Hide - Manoj K Nitharwal
- Ujantali - Som Chakraborty
- Ore Udal - Asha Achy Joseph
- Chinese Whispers - Charu Shree Roy
- Spaces Between - Roohi Dixit 외1명
- Benegal’s New Cinema - 이람 구프란
- 자이 호: A.R. 라흐만 이야기 - 우메시 아가르왈
- Phum Shang - Haobam Paban Kumar
- Gunjaa - Mrinal Dev
- Daddy Grandpa & My Lady - Kim Jung Hyun
- 카막쉬 - 사틴다 씽 베디
- Tender is the Sight - 토르샤 바너지

### 다큐멘터리
- 어 플릭커링 트루스 - 피에트라 브렛켈리
- 붉은 사원의 순종자들 - 모하메드 알리 나크비 외 1명
- 드림캐쳐 - 킴 론지노트
- 칼리가리에서 히틀러까지 - 루디거 수크흐스란드
- Harold and Lillian: A Hollywood Love Story - Daniel Raim
- 몬순 - 스툴라 구나르손
- 샘 클렘케즈 타임 머신 - 매튜 베이트
- 셈베네! - 삼바 가디고

### 마스터스트로크
- 블리크 스트리트 - 아르투로 립스타인
- 찬란함의 무덤 - 아피찻퐁 위라세타쿤
- 디판 - 자크 오디아르
- 어느 하녀의 일기 - 브누와 쟉꼬
- 에브리 씽 윌 비 파인 - 빔 벤더스
- 지아장커: 펜양에서 온 사나이 - 월터 살레스
- 러브 - 가스파 노에
- 마거리트 - 자비에 지아놀리
- 산하고인 - 지아장커
- 바닷마을 다이어리 - 고레에다 히로카즈
- 류조와 일곱 앞잡이들 - 기타노 다케시
- 앙: 단팥 인생 이야기 - 가와세 나오미
- 택시 - 자파르 파나히
- 자객 섭은낭 - 허우 샤오시엔
- 더 아이돌 - 하니 아부 아사드
- 덫 - 브리얀테 멘도사
- 원드러스 보카치오 - 파올로 타비아니 외 1명

### 회고전
- 에이릴라 - 아모스 기타이
- 베를린-예루살렘 - 아모스 기타이
- 드바림 - 아모스 기타이
- 에스더 - 아모스 기타이
- 이국의 망령 - 아모스 기타이
- 카도쉬 - 아모스 기타이
- 룰러바이 투 마이 파더 - 아모스 기타이
- 라빈, 더 라스트 데이 - 아모스 기타이
- 칠리 - 아모스 기타이
- 욤욤 - 아모스 기타이

### 스페셜 트리뷰트
- 알파빌 - 장 뤽 고다르
- 미치광이 피에로 - 장 뤽 고다르
- 비브르 사 비 - 장 뤽 고다르

### 하미지
- 크리스토퍼 콜롬버스 - 이니그마 - 마뇰 드 올리베이라
- 달콤한 인생 - 페데리코 펠리니
- 아라비아의 로렌스 - 데이빗 린
- 스크림 - 웨스 크레이븐

### 컨템퍼러리 아르헨티나 영화
- 아르헨티나 - 카를로스 사우라
- 엘 5 드 타예레스 - 아드리안 비니에즈
- Intimate Witness - 산티아고 페르난데즈 칼베테
- Mexican Operation, A Pact of Love - Leonardo Bechini
- Rapture - 산드라 구글리오타
- 와일드 테일즈: 참을 수 없는 순간 - 데미안 스지프론

### 오픈 에어 스크리닝
- 감상적 오류 - 리트윅 가탁
- Bhavni Bhavai - 케탄 메타
- Do Bigha Zameen - Bimal Roy
- Ek Din Achanak - 므리날 센
- Is Raat ki Subah Nahi - 수디르 미슈라
- Jait re Jait - Jabbar Patel
- 만탄 - 시얌 베네갈
- Pyaasa - 구루 더트
- Uttarayanam - G Aravindan

### 컨트리 포커스
- Isla Bonita - 페르난도 콜로모
- 나쁜 교육 - 페드로 알모도바르
- 보르도의 고야 - 카를로스 사우라
- 탱고 - 카를로스 사우라
- 씨 인사이드 - 알레한드로 아메나바르
- 떼시스 - 알레한드로 아메나바르
- 신경쇠약 직전의 여자 - 페드로 알모도바르

### 인도영화 - 장편
- Ain - 싯다르타 시바
- 스니퍼 - 부다뎁 다스굽타
- 카쉬미르의 소녀 - 카비르 칸
- 시네마왈라 - 카우시크 간굴리
- 법정 - 차이타니아 탐하네
- Dau Huduni Methai - 마누 보라
- Kadambari - 수만 고쉬
- Katyar Kaljat Ghusali - Subodh Bhave
- Kotti - Suhaas Bhonsle
- Lukka Chuppi - Bash Mohammed
- 마사안 - 니라즈 가이완
- Nachom-ia Kumpasar - Bardroy Barretto
- Nanak Shah Fakir - Apurba Kishore Bir
- Nanu Avanall Avalu - B.S. Lingadevaru
- Natoker Moto - Debesh Chatterjee
- Onyo Opalaa - Satarupa Sanyal
- Ottaal - Jayaraj Rajasekharan Nair
- Pakaram - 산카 데브나스
- Priyamanasam - Vinod Mankara
- 라디오 - 하리 비스와나스
- Rajkahini - 스리짓 무케르지
- Ramsingh Charlie - Bappaditya Bandopadhyay
- The Head Hunter - Nilanjan Datta
- The Silence - Gajendra Ahire
- Valiya Chirakulla Pakshikal - 비주쿠마 다모다란

### 인도영화 - 비장편
- Aamaar Katha:The Story of Binodini - Tuhinabha
- Benegal's New Cinema - 이람 구프란
- Breaking Free - 스리다르 랑가얀
- Chinese Whispers - Charu Shree Roy
- Daddy, Grandpa & My Lady - Kim Jung Hyun
- Daughters of Mother India - Vibha Bakshi
- Even Red Can be Sad - 아미트 듀타
- Every Time You Tell a Story - Ruchika Negi 외 1명
- Goonga Pehelwan - MitJani 외 2명
- Gunjaa - Mrinal Dev
- I Cannot Give You My Forest - 난단 사세나 외 1명
- 자이 호: A.R. 라흐만 이야기 - 우메시 아가르왈
- 카막쉬 - 사틴다 씽 베디
- Ore Udal - Asha Achy Joseph
- Phum Shang - Haobam Paban Kumar
- Sadabahar Brass Band - Tushar
- Seek and Hide - Manoj Kumar Nitharwal
- Spaces Between - Roohi Dixit 외 1명
- Tender is the Sight - 토르샤 바너지
- Ujantali - Bengali
- What the Fields Remember - Subasri Krishnan